# Lijst van voetbalinterlands Dominicaanse Republiek - Saint Lucia
Deze lijst van voetbalinterlands is een overzicht van alle officiële voetbalwedstrijden tussen de nationale teams van de Dominicaanse Republiek en Saint Lucia. De landen speelden tot op heden vier keer tegen elkaar. De eerste ontmoeting, een groepswedstrijd tijdens de Caribbean Cup 1991, werd gespeeld in Kingston (Jamaica) op 25 mei 1991. Het laatste duel, een groepswedstrijd tijdens de CONCACAF Nations League 2019/20, vond plaats op 16 november 2019 in Gros Islet.

## Wedstrijden
| № | Plaats        | Datum            | Competitie                      | Wedstrijd               | Uitslag |
| - | ------------- | ---------------- | ------------------------------- | ----------------------- | ------- |
| 1 | Kingston      | 25 mei 1991      | Caribbean Cup 1991              | Saint Lucia – Dom. Rep. | 0 − 0   |
| 2 | Couva         | 12 oktober 2014  | Caribbean Cup 2014 kwalificatie | Saint Lucia − Dom. Rep. | 2 − 3   |
| 3 | Santo Domingo | 12 oktober 2019  | CONCACAF Nations League 2019/20 | Dom. Rep. − Saint Lucia | 3 − 0   |
| 4 | Gros Islet    | 16 november 2019 | CONCACAF Nations League 2019/20 | Saint Lucia − Dom. Rep. | 1 − 0   |

## Samenvatting
| Competitie                 | Totaal gespeeld | Winst Dom. Rep. | Gelijk | Winst Saint Lucia | Doelsaldo Dom. Rep. – Saint Lucia |
| -------------------------- | --------------- | --------------- | ------ | ----------------- | --------------------------------- |
| CONCACAF Nations League    | 2               | 1               | 0      | 1                 | 3 − 1                             |
| Caribbean Cup              | 1               | 0               | 1      | 0                 | 0 − 0                             |
| Caribbean Cup-kwalificatie | 1               | 1               | 0      | 0                 | 3 − 2                             |
| Totaal                     | 4               | 2               | 1      | 1                 | 6 − 3                             |

Wedstrijden bepaald door strafschoppen worden, in lijn met de FIFA, als een gelijkspel gerekend.
FEDOFUTBOL · A-internationals · Bondscoaches · Vrouwenvoetbalelftal van de Dominicaanse Republiek
1970 – 1979 ·
1980 – 1989 ·
1990 – 1999 ·
2000 – 2009 ·
2010 – 2019 ·
2020 − 2029
Amerikaanse Maagdeneilanden ·
Anguilla ·
Antigua en Barbuda ·
Aruba ·
Bahama's ·
Barbados ·
Belize ·
Bermuda ·
Britse Maagdeneilanden ·
Chili ·
Costa Rica ·
Cuba ·
Curaçao ·
Dominica ·
El Salvador ·
Guatemala ·
Guyana ·
Haïti ·
Indonesië ·
Kaaimaneilanden ·
Montserrat ·
Nederlandse Antillen ·
Nicaragua ·
Panama ·
Peru ·
Puerto Rico ·
Saint Kitts en Nevis ·
Saint Lucia ·
Saint Vincent en de Grenadines ·
Servië ·
Suriname ·
Trinidad en Tobago ·
Turks- en Caicoseilanden ·
Venezuela ·
Verenigde Arabische Emiraten
SLFA · Saint Luciaans vrouwenelftal
Amerikaanse Maagdeneilanden ·
Anguilla ·
Antigua en Barbuda ·
Aruba ·
Barbados ·
Bermuda ·
Britse Maagdeneilanden ·
Canada ·
Cuba ·
Curaçao ·
Dominica ·
Dominicaanse Republiek ·
El Salvador ·
Grenada ·
Guatemala ·
Guyana ·
Haïti ·
Jamaica ·
Kaaimaneilanden ·
Montserrat ·
Nederlandse Antillen ·
Panama ·
Puerto Rico ·
Saint Kitts en Nevis ·
Saint Vincent en de Grenadines ·
San Marino ·
Suriname ·
Trinidad en Tobago ·
Turks- en Caicoseilanden